# Флумінімаджоре
Флумінімаджоре (італ. Fluminimaggiore, сард. Frùmini Mayori) — муніципалітет в Італії, у регіоні Сардинія,  провінція Карбонія-Іглезіас.
Флумінімаджоре розташоване на відстані близько 440 км на південний захід від Рима, 60 км на північний захід від Кальярі, 32 км на північ від Карбонії, 14 км на північ від Іглезіас.
Населення — 2953 особи (2014).
Щорічний фестиваль відбувається 13 червня. Покровитель — Sant'Antonio da Padova.

## Демографія
Населення за роками:

Станом на 1 січня 2023 року в муніципалітеті офіційно проживало 48 іноземців з 21 країни, серед них 24 громадяни країн Євросоюзу та 4 громадяни України.

## Сусідні муніципалітети
- Арбус
- Буджерру
- Домузновас
- Гонносфанадіга
- Іглезіас